# Житије Ајдук-Вељка Петровића
Житије Ајдук-Вељка Петровића је житије које је написао Вук Стефановић Караџић о хајдуку Вељку, издато 1826. године у часопису „Даница.”

## О делу
Вук Караџић је посебно писао о истакнутим личностима предустаничког и устаничког доба међу којима је најбоља и најобимнија биографија о Хајдук Вељку. Када га је српски савет послао у Неготин, Вук се побратимио са Хајдук Вељком. Како је био његов савременик хтео је да остави сведочанство о Вељковом животу, о његовим подвизима и његовој смрти. Ослањајући се на чињенице, у житију су заправо изнете и појединости из Вељковог живота које га славе као јунака, те је стога дело више историјски текст са објективним и јасним тоном приповедања.
У Караџићевим  рукописима  сачуван je  само  одломак житије са непотпуним почетком прве алинеје; у „Даници“ за  1826. годину то je при крају 85. и  на  почетку  86.  стране,  од:  да  му  пошљу  џебане,  до:  како  се  држи царевина.

## Спољне везе
1. ↑  „Житије Ајдук Вељка Петровића”. vukkaradzicblog.weebly.com. Приступљено 08. 04. 2025.
2. 1 2 3 4  Караџић, Ст. Вук. Даница : Забавник за годину 1826 : Прва година (1926) Приступљено 08. 04. 2025.
3. ↑  Деретић., Ј. „Кратка историја српске књижевности.”. rastko.rs. Приступљено 30. 3. 2025.
4. 1 2  Хајдук-Вељко и његова браћа  средио: Мих. М. Стевановић. Издање породице Милутинове, брата Хајдук-Вељковог. Пожаревац. Штампарија Михаила Костића. 1893.
5. ↑  И., Ј. „Житије Хајдук Вељка Петровића”. lektire.rs. Приступљено 30. 3. 2025.
6. ↑  Добрашиновић, Г. „Библиографија списа Вука Караџића (1974)” (PDF). digitalna.nb.rs. Приступљено 07. 04. 2025.
7. 1 2 3 4 5  „Vuk Stefanović Karadžić – Žitije Hajduk Veljka Petrovića”. beleske.com. Приступљено 03. 04. 2025.